# Seznam začimb
Začimba je snov, ki da jedem okus in vonj.
| - Amčur - Asafetida - Cimet - Čili - Gorčica - Ingver - Kajenski poper - Kardamom - Klinčki - Koriander | - Kumina - Kurkuma - Lovor - Muškatni orešček - Mleta paprika - Orientalska kumina - Origano - Orešček - Piment - Poper - Sol - Vanilija - Žafran |